# Montpellier Méditerranée Futsal
Actualités
Le Montpellier Méditerranée Futsal, auparavant connu sous le nom de Montpellier Petit Bard Futsal, est un club sportif de futsal français fondé en 1998 et basé à Montpellier.

## Histoire

### Débuts réussis du Petit Bard (1998-2015)
Le club est issu du quartier populaire du Petit Bard de Montpellier en 1998 en tant que section du club du FC Petit Bard.
Pendant ses premières années, il fait partie des meilleures équipes de France, étant présents à chaque phase finale de ses trois premières Coupes de France.
En 2007, le FC Petit Bard est proche de monter en CFA. En même temps, il participe au championnat régional de futsal.
En 2012, l’équipe accède au championnat de France de futsal. En avril 2013, les jeunes joueurs qui alimentent le groupe disputent un quart de finale de Coupe nationale de futsal chez le leader de D1, Kremlin-Bicêtre.

### Montpellier MF dans l'élite puis rétrogradé
À l’aube de la saison 2015-2016 afin de porter au devant de la scène nationale les couleurs de la ville de Montpellier et sa région, le club est renommé « Montpellier Méditerranée Futsal ». Dès sa première année sous son nouveau nom, il est sacré champion de Division 2 et accède à la première division pour la deuxième fois de son histoire.
Dès le premier exercice, le MMF termine la phase régulière en Division 1 à la première place et invaincu dans sa salle Jean Bouin. Le club est sanctionné par la FFF notamment par deux défaites en D1, en plus du huitième de finale de Coupe de France (initialement remporté 10-1 contre Toulon), à cause de l'invalidité des licences de trois recrues portugaises. Cette sanction lui fait perdre deux places mais ne le prive pas de phase finale et la demi-finale perdue chez le Kremlin-Bicêtre futsal (3-2). Initialement relégué en D2, la FFF refuse la conciliation du CNOSF, qui propose un retrait de douze points, et le club saisi le Tribunal administratif. Durant l'été, huit joueurs quittent le club en raison de l’incertitude sportive. Début août 2017, le Tribunal administratif de Paris donne définitivement gain de cause au MMF.
La saison 2017-2018 de Division 1 comprend treize clubs avec la réintroduction du MMF, qui écope tout de même de douze points de pénalité, sans donner plus d’explication. L'équipe termine premier relégable de D1, à un seul point du Bastia Agglo, et est relégué en seconde division.
En D2 2018-2019, le MMF finit l'année à la cinquième place du groupe B. En mars 2019, en huitième de finale de Coupe de France, le club de Toulon met en cause la validité des certificats médicaux de trois licences montpelliéraines. Après enquête et auditions la FFF confirme la fraude et exclu le club de toutes compétitions pendant deux ans.
Le MMF s'affilie alors à l'Association française de futsal, autre fédération, et intègre la poule Sud de sa Ligue nationale.
Pour la saison 2021-2022, le Montepellier MF est de retour dans la compétition FFF et prend part au championnat de Régional 1 de la Ligue de football d'Occitanie. L'équipe termine première de la poule B et affronte le Cayun Futsal, champion du groupe A, en finale pour accéder aux barrages d'accession en Division 2. Le MMF s'impose 2-4 chez son adversaire, mais le club basé à Escalquens conteste la qualification du joueur brésilien club de l’Hérault arrivé début 2022, Rudolpho, auprès de la Ligue régionale,. Celle-ci donne match perdu au Montpellier MF. Un premier appel du MMF est rejeté le 31 mai 2022 par la Ligue Occitanie et Cayun perd sa demi-finale d'accession en D2 cinq jours plus tard contre l'USJ Furiani (2-6),. Le Montpellier MF fait ensuite appel de la décision auprès de la Fédération française de football. Cela alors que la finale de barrage, USJ Furiani contre le TA Rennes est programmé. Seulement deux jours avant, la Commission Fédérale des Règlements et Contentieux (CFRC) de la FFF donne raison au Montpellier MF.

## Palmarès

### Titres et trophées
- Division 2 (2)
  - Champion : 2015-2016 et 2023-2024

- DH Languedoc-Roussillon (5)
  - Vainqueur : 2009, 2010, 2011, 2012 & 2014

### Bilan par saison
| Bilan par saison du Montpellier Petit-Bard Futsal | Bilan par saison du Montpellier Petit-Bard Futsal | Bilan par saison du Montpellier Petit-Bard Futsal | Bilan par saison du Montpellier Petit-Bard Futsal | Bilan par saison du Montpellier Petit-Bard Futsal | Bilan par saison du Montpellier Petit-Bard Futsal | Bilan par saison du Montpellier Petit-Bard Futsal | Bilan par saison du Montpellier Petit-Bard Futsal | Bilan par saison du Montpellier Petit-Bard Futsal | Bilan par saison du Montpellier Petit-Bard Futsal | Bilan par saison du Montpellier Petit-Bard Futsal | Bilan par saison du Montpellier Petit-Bard Futsal | Bilan par saison du Montpellier Petit-Bard Futsal | Bilan par saison du Montpellier Petit-Bard Futsal |
| Saison                                            | Championnat                                       | Championnat                                       | Championnat                                       | Championnat                                       | Championnat                                       | Championnat                                       | Championnat                                       | Championnat                                       | Championnat                                       | Championnat                                       | Championnat                                       | Coupe de France                                   |                                                   |
| Saison                                            | Division                                          | Class.                                            | Pts                                               | M                                                 | V                                                 | N                                                 | D                                                 | Bp                                                | Bc                                                | Diff.                                             | Phase finale / barrage                            | Coupe de France                                   |                                                   |
| ------------------------------------------------- | ------------------------------------------------- | ------------------------------------------------- | ------------------------------------------------- | ------------------------------------------------- | ------------------------------------------------- | ------------------------------------------------- | ------------------------------------------------- | ------------------------------------------------- | ------------------------------------------------- | ------------------------------------------------- | ------------------------------------------------- | ------------------------------------------------- | ------------------------------------------------- |
| 1998-1999                                         |                                                   |                                                   |                                                   |                                                   |                                                   |                                                   |                                                   |                                                   |                                                   |                                                   | -                                                 | tournoi final 6e                                  |                                                   |
| 1999-2000                                         |                                                   |                                                   |                                                   |                                                   |                                                   |                                                   |                                                   |                                                   |                                                   |                                                   | -                                                 | tournoi final 3e                                  |                                                   |
| 2000-2001                                         |                                                   |                                                   |                                                   |                                                   |                                                   |                                                   |                                                   |                                                   |                                                   |                                                   | -                                                 | tournoi final                                     |                                                   |
| 2001-2002                                         |                                                   |                                                   |                                                   |                                                   |                                                   |                                                   |                                                   |                                                   |                                                   |                                                   | -                                                 | ?                                                 |                                                   |
| 2002-2003                                         |                                                   |                                                   |                                                   |                                                   |                                                   |                                                   |                                                   |                                                   |                                                   |                                                   | -                                                 | ?                                                 |                                                   |
| 2003-2004                                         |                                                   |                                                   |                                                   |                                                   |                                                   |                                                   |                                                   |                                                   |                                                   |                                                   | -                                                 | ?                                                 |                                                   |
| 2004-2005                                         |                                                   |                                                   |                                                   |                                                   |                                                   |                                                   |                                                   |                                                   |                                                   |                                                   | -                                                 | tournoi final                                     |                                                   |
| 2005-2006                                         |                                                   |                                                   |                                                   |                                                   |                                                   |                                                   |                                                   |                                                   |                                                   |                                                   | -                                                 | ?                                                 |                                                   |
| 2006-2007                                         |                                                   |                                                   |                                                   |                                                   |                                                   |                                                   |                                                   |                                                   |                                                   |                                                   | -                                                 | ?                                                 |                                                   |
| 2007-2008                                         |                                                   |                                                   |                                                   |                                                   |                                                   |                                                   |                                                   |                                                   |                                                   |                                                   | -                                                 | ?                                                 |                                                   |
| 2008-2009                                         | DH Languedoc-Roussillon                           | 1er                                               |                                                   |                                                   |                                                   |                                                   |                                                   |                                                   |                                                   |                                                   | -                                                 | Demi-finales nationales                           |                                                   |
| 2009-2010                                         | DH Languedoc-Roussillon                           | 1er                                               |                                                   |                                                   |                                                   |                                                   |                                                   |                                                   |                                                   |                                                   | -                                                 | ?                                                 |                                                   |
| 2010-2011                                         | DH Languedoc-Roussillon                           | 1er                                               |                                                   |                                                   |                                                   |                                                   |                                                   |                                                   |                                                   |                                                   | -                                                 | ?                                                 |                                                   |
| 2011-2012                                         | DH Languedoc-Roussillon                           | 1er                                               |                                                   |                                                   |                                                   |                                                   |                                                   |                                                   |                                                   |                                                   | -                                                 | ?                                                 |                                                   |
| 2012-2013                                         | Championnat de France grp. B                      | 8e/12                                             | 53 pts                                            | 22                                                | 10                                                | 1                                                 | 11                                                | 106                                               | 125                                               | -19                                               | -                                                 | ?                                                 |                                                   |
| 2013-2014                                         | Division 2 grp. B                                 | 2e/9                                              | 49 pts                                            | 16                                                | 10                                                | 3                                                 | 3                                                 | 109                                               | 57                                                | +52                                               | -                                                 | ?                                                 |                                                   |
| 2014-2015                                         | Division 2 grp. B                                 | 2e/10                                             | 48 pts                                            | 18                                                | 9                                                 | 3                                                 | 6                                                 | 88                                                | 90                                                | -2                                                | -                                                 | 16e de finale                                     |                                                   |

| Saison    | Championnat                    | Championnat | Championnat | Championnat | Championnat | Championnat | Championnat | Championnat | Championnat | Championnat | Championnat            | Coupe de France  |
| Saison    | Division                       | Class.      | Pts         | M           | V           | N           | D           | Bp          | Bc          | Diff.       | Phase finale / barrage | Coupe de France  |
| --------- | ------------------------------ | ----------- | ----------- | ----------- | ----------- | ----------- | ----------- | ----------- | ----------- | ----------- | ---------------------- | ---------------- |
| 2015-2016 | Division 2 grp. B              | 1er/10      | 61 pts      | 18          | 14          | 1           | 3           | 77          | 39          | +38         | -                      | 32e de finale    |
| 2016-2017 | Division 1                     | 3e/11       | 42 pts      | 20          | 14          | 2           | 4           | 78          | 47          | +31         | Demi-finale            | 8e de finale     |
| 2017-2018 | Division 1                     | 11e/13      | 21-12 pts   | 24          | 10          | 3           | 11          | 74          | 66          | +8          | -                      | 32e de finale    |
| 2018-2019 | Division 2 grp. B              | 5e/10       | 27 pts      | 18          | 10          | 1           | 7           | 74          | 49          | +25         | -                      | 8e de finale     |
| 2019-2020 | ?                              |             |             |             |             |             |             |             |             |             |                        |                  |
| 2020-2021 | Ligue nationale AFF - grp. Sud |             |             |             |             |             |             |             |             |             |                        | non-jouée        |
| 2021-2022 | Régional 1 Occitanie - grp. B  | 1er/7       | 32 pts      | 12          | 10          | 2           | 0           | 60          | 24          | 36          |                        | finale régionale |
| 2022-2023 | Division 2 grp. B              | 6e/9        | 16 pts      | 16          | 4           | 4           | 8           | 44          | 50          | -6          | -                      | 32e de finale    |
| 2023-2024 | Division 2 grp. B              | 1er/9       | 38 pts      | 16          | 12          | 2           | 2           | 59          | 36          | +23         | -                      | ?                |
| 2024-2025 | Division 1                     | 5/12        | 13 pts      | 8           | 3           | 4           | 1           | 26          | 17          | +9          |                        |                  |

## Structure du club

### Identité et image
Le club est issu du quartier populaire du Petit Bard de Montpellier en 1998. En 2015, le « Montpellier Petit-Bard Futsal » est renommé « Montpellier Méditerranée Futsal » par ses dirigeants pour ôter le lien avec le quartier d'origine. Le président déclare « Nous travaillons à représenter le sport français à l’étranger, la ville de Montpellier au championnat national. On est allé jusqu’à retirer les mots “Petit Bard” du nom du club ». Le nouveau logo garde tout de même l'inscription PB 98.

Montpellier Petit-Bard
Montpellier Méditerranée

Pour la saison 2016-2017, en tant que promu, le MMF est leader du championnat mais aussi des réseaux sociaux, et met son équipementier Joma en valeur. Le club se différencie grâce au logo du club en plein centre et le dégradé sur le bord des bandes rouges de son maillot.

### Statuts du club et des joueurs
Le Montpellier MF est affilié à la Fédération française de football sous le numéro 853396 et réfère à la Ligue régionale d'Occitanie et au District départemental de l'Hérault. En 2019, à la suite de son exclusion pour deux ans par la FFF, le MMF s'affilie à l'Association française de futsal.
Les joueurs ont soit un statut bénévole, amateur ou de semi-professionnel sous contrat fédéral.

### Salles
Le club évolue au gymnase Jean-Bouin de Montpellier où ils sont invaincus en D1 2016-2017 devant une moyenne de 300 à 400 spectateurs.
En février 2017, le MMF joue pour la première fois au Palais des sports René-Bougnol, antre du Montpellier Handball. Le nouveau record d’affluence pour un match du championnat de France de futsal est battu avec 2.500 spectateurs. Mais le MMF concède sa deuxième défaite de la saison, deux fois contre le Kremlin-Bicêtre et pour la première fois à domicile.
Pour la saison 2017-2018, la Fédération française de football demande que les gymnases des clubs de l’élite soient de catégorie 1 afin d’assurer des retransmissions télévisuelles. Or, le gymnase Jean Bouin est de catégorie 2. Le MMF obtient du maire de Montpellier Philippe Saurel la prise en charge des 120.000 € de location pour évoluer six fois à la Sud de France Arena de Pérols, et au Palais des sports René-Bougnol pour les six autres journées à domicile,.
En 2021-2022, le club ne possède pas de salle fixe ce qui présente un frein à son développement après le redémarrage au niveau régional de la FFF.
En 2024-2025, le club devient résident principal du Palais des sports Pierre-de-Coubertin à la suite de sa rénovation.

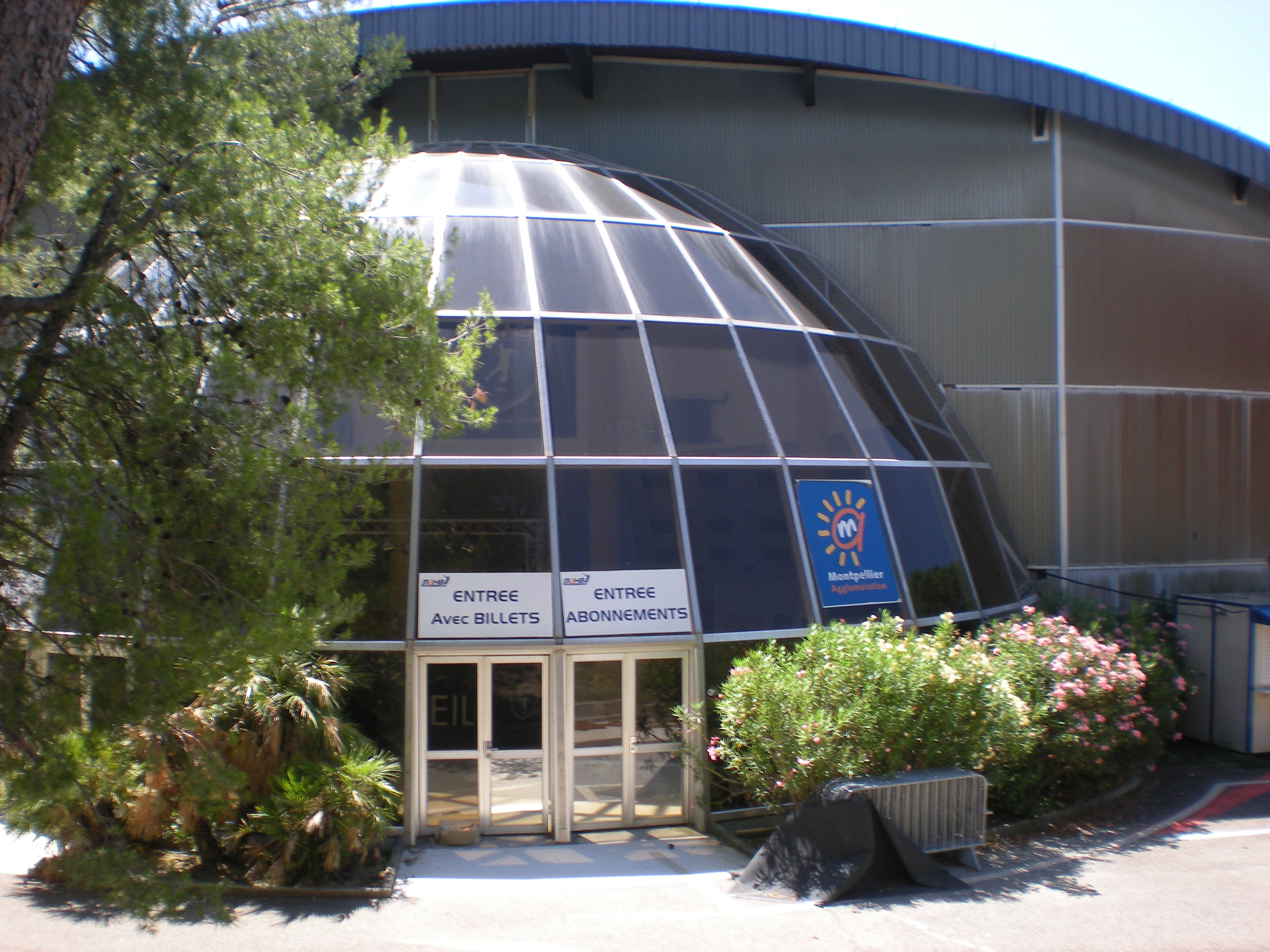
Palais des sports René-Bougnol
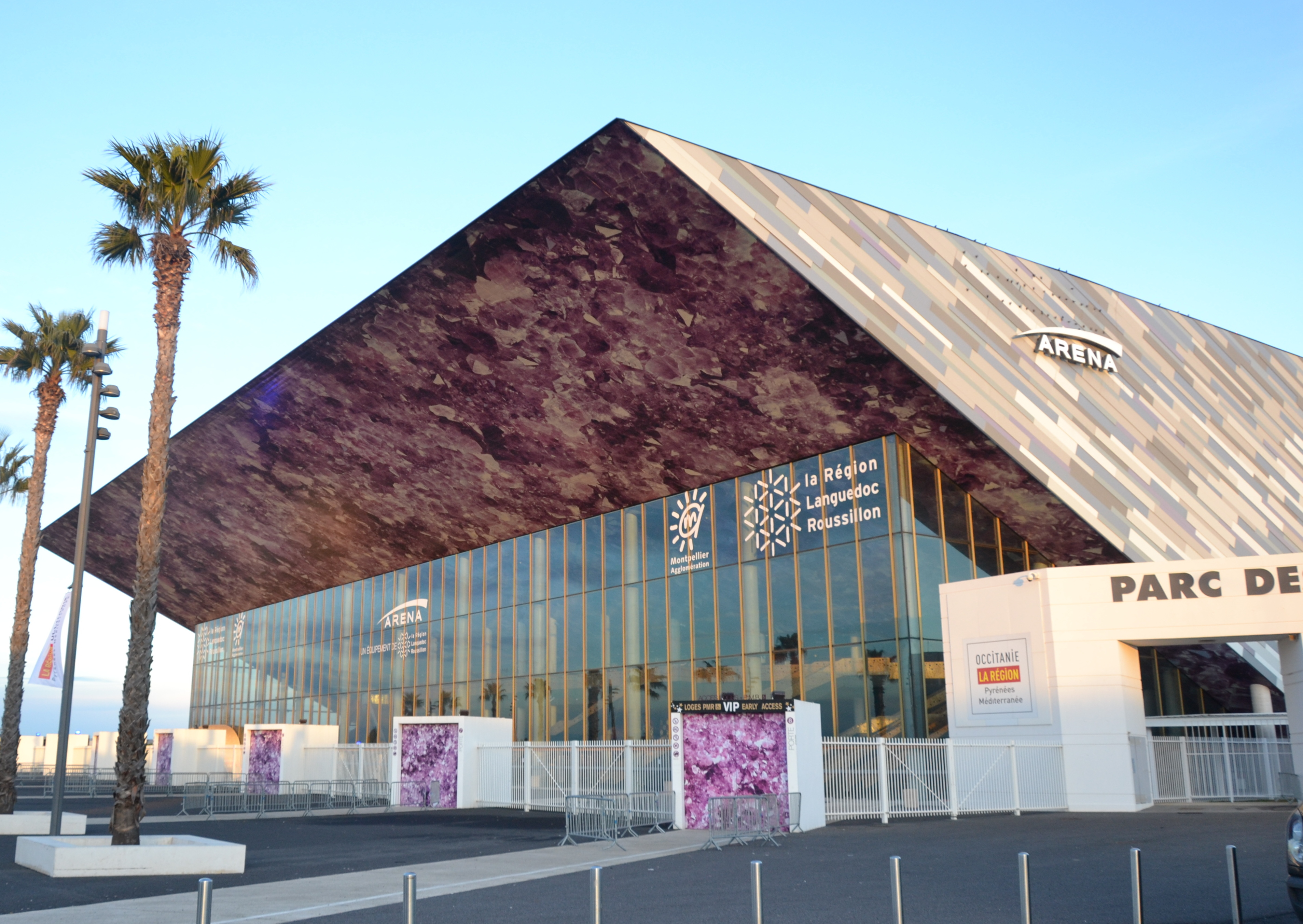
Sud de France Arena
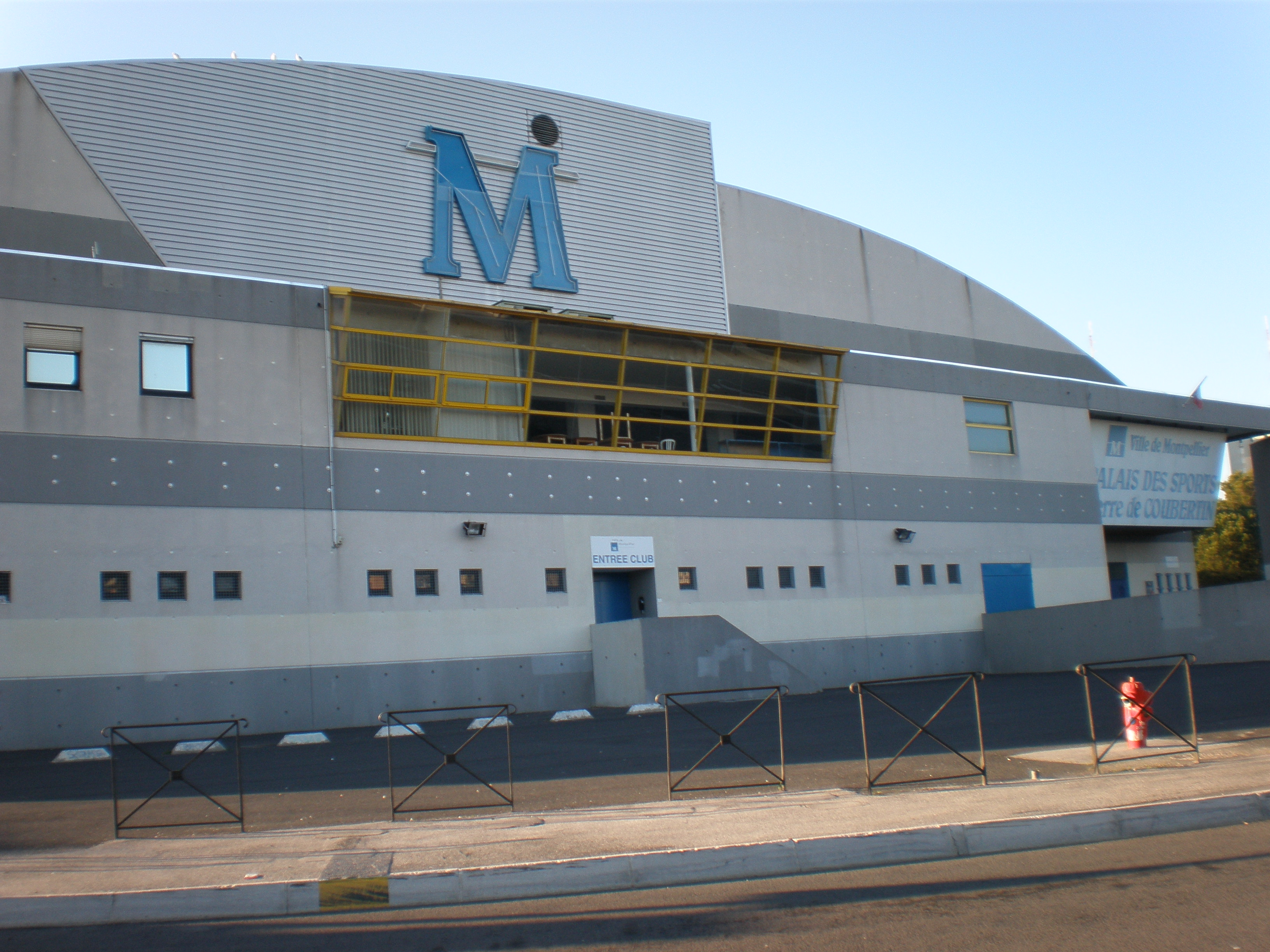
Palais des sports Pierre-de-Coubertin

### Aspect économique
En 2015, période post-élections municipales, les deux principales subventions de fonctionnement du nouveau Montpellier MF ne sont pas versées, pour plus de 50.000 euros au total.
Lors de la saison 2016-2017, le MMF est le plus petit budget de Division 1 dont il termine premier de la phase régulière. Pour l’élitisme, il touche 20 000 € de subvention de la Métropole, derrière des clubs moins visibles ou renommés, et 9 000 € de la Ville pour le fonctionnement du club. Le club connait d'autres rentrées pour des projets comme les TAP qui rapportent 6 000 € et la subvention de la Région. Le président déclare fin janvier 2017 « On galère vraiment financièrement. On s’est posé la question plusieurs fois de savoir s’il fallait continuer ou pas. On est à deux doigts d’arrêter ».
Le club s'en sort grâce à l’élan populaire envers le club du Petit-Bard avec un projet de financement participatif et aux soutiens financiers ou symboliques de footballeurs professionnels de renommés tels que Younès Belhanda, Youssef El-Arabi ou encore Louis Saha.

## Personnalités

### Entraîneurs
Manolo Moyà possède une licence en Éducation physique et activités sportives (Bac +5) et un diplôme de niveau 3 comme entraîneur de futsal en Espagne passé sur trois années. En Espagne, il est sélectionneur de l’équipe U16 de Catalogne, puis entraîneur des U16 du FC Barcelone. Arrivé en 2013 en France, Manuel Moyà Fernandez réalise deux bons passages au Cannes Bocca, vice-champion de D1 et finaliste de la Coupe nationale, puis à l'Étoile lavalloise FC, champion régional 2014-15. Durant l'été 2015, l'espagnol arrive à la tête de l'équipe première du MMF. Il lui permet de terminer champion de D2 dès la première saison. En 2016-2017, en tant que promu, son équipe remporte la phase régulière de Division 1. Malgré les sanctions que subit le club, il lui reste fidèle pour l'exercice 2017-2018 puis en D2 2018-2019.
Pour son retour en D1 lors de la saison 2024-2025, le MMF recrute l'ex-coach du Futsal Club béthunois et Lille Métropole Futsal : Mohamed Nezlioui.

### Joueurs notables
Sofiane Benfatah est formé au Montpellier Petit-Bard et y devient international algérien. Il quitte le club en 2010, avant d'y revenir pour la montée en Championnat de France 2010-2011 suivi de la première saison en D2.
Lors de la saison 2016-2017, le club termine en tête du classement de la phase régulière avec des joueurs comme les respectivement expérimentés et néo-internationaux français Adrien Gasmi et Anas Dlimsi, le portugais Pupa ou les découvertes Nito et le panaméen Claudio Goodridge. Tous ceux-ci partent à la suite des tourments de l'été 2017. L'équipe est à reconstruire autour du gardien Ruben Frois et du jeune attaquant belge Souliemane Ouadi par l’expérimenté entraîneur Manolo Moya,.
Lors de la saison 2018-2019, les internationaux marocains Mohamed Jouad, Bilal Bakkali et Soufiane El Mesrar jouent au MMF.

## Autres équipes
Le Montpellier Méditerranée Futsal a également créé en 2014 son académie d’excellence qui s’applique à former les meilleurs jeunes de la région tout en les encadrant scolairement grâce à du soutien scolaire et des activités culturelles. Sur la saison 2020-2021, le président Hamza Aarab déclare : « On avait tous les âges d’adolescents, l’année dernière, on avait trois catégories en double formation, dont une accélérée, avec de nombreux entraînements par semaine, des préparateurs mentaux, un travail éducatif pointu, plusieurs joueurs étaient suivis par des clubs professionnels. L’objectif était que ces jeunes puissent intégrer des centres de formation ».
En 2017, la ville de Montpellier finance la location de l’Arena, en contrepartie son maire Philippe Saurel demande que soit créé une école de futsal pour les filles. Le MMF crée donc sa section féminine dont Nora Hamou est appelé en équipe de France AMF puis quatre joueuses pré-sélectionnées en 2018. Les féminines sont finalistes de la Coupe de France, avant l’arrêt de la compétition en 2020, pour cause de la pandémie. En 2021-2022, elles atteignent la demi-finale de Coupe de France. Plusieurs fois championnes d’Occitanie et elles participent aux championnats de France Sud, allant de Toulouse à Grenoble.